# Moskovskaja storozjevaja
Moskovskaja storozjevaja (ryska Московская Сторожевая; Moskvavakthund) är en hundras från Ryssland. Den avlades fram på 1950-talet som en korsning mellan kavkazskaja ovtjarka och sankt bernhardshund. Syftet var att kombinera skärpan hos den kaukasiska ovtjarkan med storleken hos sankt bernhardshunden. Rasen är nationellt erkänd av den ryska kennelklubben Rossijskaja Kinologitjeskaja Federatsija (RKF).